# Bürger für Görlitz
Bürger für Görlitz e.V. ist eine Wählervereinigung, die sich 1999 in der ostsächsischen Stadt Görlitz gründete und seitdem dem Stadtrat angehört. Sie ist auch im Kreistag des Landkreises Görlitz vertreten.

## Geschichte
Die Wählervereinigung gründete sich am 24. März 1999 mit 30 Mitgliedern unter dem Motto „Zusammenkommen ist der Anfang, Zusammenbleiben der Fortschritt, Zusammenarbeiten der Erfolg.“ Bei der ersten Stadtratswahl knapp zwei Monate später am 13. Juni 1999 errang der Wählerverein 18,4 % und wurde zweite Kraft hinter der CDU. Zum Vorsitzenden der Stadtratsfraktion der Bürger für Görlitz wurde Rolf Weidle, ein ortsansässiger Allgemeinmediziner. Bei den nächsten Stadtratswahlen am 13. Juni 2004 waren die Bürger für Görlitz mit 29,4 % stärkste Fraktion. In dieser Wahlperiode wurde Weidle in dem Amt des Fraktionsvorsitzenden bestätigt. Im Frühjahr 2005 kandidierte Eberhard Nagel für das Amt des Oberbürgermeisters. Im ersten Wahlgang erhielt er 20 Prozent; im zweiten unterlag er mit 40 Prozent Joachim Paulick (CDU). Im Sommer 2008 übergab Weidle das Amt des Fraktionsvorsitzenden an Hans-Peter Prange.
Im Zuge der Kreisgebietsreform 2008 wurde die bis dahin kreisfreie Stadt Teil des neu gegründeten Landkreises Görlitz. Zur entsprechenden Kreistagswahl traten die Bürger für Görlitz in den zwei Görlitzer Wahlbezirken an und zogen mit Weidle und Klaus Arauner in den Kreistag ein. Sie bildeten dort eine Fraktion mit Freien Wählern und Kinder und Jugend im Kreistag. Bei der Stadtratswahl 2009 errang die Wählervereinigung 21,1 % und war somit zweitstärkste Kraft im Stadtrat. Zusammen mit Bündnis 90/Die Grünen umfasste die Fraktion elf Mandate, der erneut Weidle vorsaß. Zur Oberbürgermeisterwahl 2012 unterstützten die Bürger für Görlitz als Teil eines sehr breiten Bündnisses Siegfried Deinege. Der Parteilose war der einzige Gegenkandidat des Amtsinhabers Paulicks und gewann mit über zwei Dritteln die Wahl.
Bei der Stadtratswahl 2014 errang die Wählergruppe mit 20,0 % acht Sitze und war somit zweitstärkste Kraft. Nach der Bildung einer Fraktionsgemeinschaft mit den Stadtratsmitgliedern der Bündnis 90/Die Grünen und der Piratenpartei stieg die Stimmenanzahl der Fraktion auf elf. Im Kreistag blieb ein Sitz erhalten.
Bei den Kommunalwahlen in Sachsen 2019 errangen die Bürger für Görlitz mit 17,5 % sieben Sitze im Stadtrat und ferner zwei Sitze im Kreistag. Im ersten Wahlgang der Oberbürgermeisterwahl am gleichen Tag unterstützten sie zusammen mit Motor Görlitz Franziska Schubert (Bündnis 90/Die Grünen). Nach einer Drittplatzierung hinter den Kandidaten der AfD und CDU verzichtete sie auf den zweiten Wahlgang. Die Strategie Octavian Ursu (CDU) zu unterstützen, um einen AfD-Bürgermeister zu verhindern, ging letztlich auf. Die Wahlereignisse in Görlitz mit dem Bedeutungsverlust der Bürger für Görlitz wurden überregional rezipiert.
Der Verein hat nach eigenen Angaben „über 100“ Mitglieder. (Stand: 2023)

## Wahlergebnisse
| Jahr | Görlitzer Stadtrat | Görlitzer Stadtrat | Görlitzer Stadtrat | Kreistag des Landkreises Görlitz | Kreistag des Landkreises Görlitz | Kreistag des Landkreises Görlitz | Kreistag des Landkreises Görlitz |
| ---- | ------------------ | ------------------ | ------------------ | -------------------------------- | -------------------------------- | -------------------------------- | -------------------------------- |
| Jahr | Stimmen            | Anteil             | Sitze              | Görlitz1                         | Stimmen                          | Anteil                           | Sitze                            |
| 1999 | 11 178             | 18,4 %             | 8/42               | —                                | —                                | —                                | —                                |
| 2004 | 16 629             | 29,4 %             | 12/38              | —                                | —                                | —                                | —                                |
| 2008 | —                  | —                  | —                  | 8155                             | 8155                             | 2,7 %                            | 2/92                             |
| 2009 | 12 211             | 21,1 %             | 9/38               | —                                | —                                | —                                | —                                |
| 2014 | 11 362             | 20,0 %             | 8/38               | 5747                             | 5749                             | 1,9 %                            | 1/92                             |
| 2019 | 13 397             | 17,5 %             | 7/38               |                                  | 8692                             | 2,4 %                            | 2/86                             |
| 2024 | 10 673             | 13,9 %             | 5/38               | 7530                             | 7530                             | 2,0 %                            | 2/86                             |

1 Stimmen in Görlitz (Wahlkreise 4 und 5)